# Синофски, Стивен
Стивен Синофски (родился в 1965 году, г. Нью-Йорк) — бывший вице-президент (с июля 2009 года по 12 ноября 2012) подразделения Windows в Microsoft, отвечающий за разработку и маркетинг Windows, Windows Live и Internet Explorer. Синофски считался преемником Стива Балмера на посту генерального директора Microsoft, однако, через 3 недели после выхода Windows 8 он покинул компанию.

## Биография
Проходил обучение в Корнеллском университете на факультете «Искусств и наук», где получил учёную степень бакалавра в 1987 году. Затем продолжил образование в Массачусетском университете в Амхерсте в области информатики. В 1989 году получил степень магистра. Синофски проходил трёхлетний курс обучения русскому языку в то время, когда учился в колледже.
С 1989 года работал в корпорации Microsoft. Отвечал за разработку и маркетинг Windows, а также различных продуктов системы. 13 ноября 2012 года покинул компанию.